# Каменецкий, Михаил Абрамович
Михаил Абрамович Камене́цкий (1924 — 2006) — советский и российский оператор и режиссёр объёмно-кукольной мультипликации. Заслуженный деятель искусств РСФСР (1992).

## Биография
Родился 17 июля 1924 года в Городище Киевской губернии. Участник Великой Отечественной войны с 1942 года, служил пулемётчиком 2-й пулемётной роты 766 стрелкового полка 217 стрелковой дивизии Брянского фронта. С 28 мая 1944 года — старший фотограф полевого Военторга № 15 2-го Украинского фронта.
В 1951 году окончил операторский факультет ВГИКа. До 1955 года работал оператором на Свердловской киностудии. С 1955 года работал кинооператором на киностудии «Союзмультфильм», где снимал мультфильмы режиссёров В. Д. Дегтярёва, А. Г. Карановича, Р. А. Качанова, В. П. Данилевича, Н. М. Червинской и других.
В 1965 году состоялся режиссёрский дебют с мультфильмами «Вот какие чудеса» и «Чьи в лесу шишки?», снятыми в союзе с И. В. Уфимцевым. С 1965 по 1969 год совмещал операторскую работу с режиссёрской. С 1969 года работал самостоятельно.
В конце 1990-х годов уехал и жил в Германии. Член АСИФА.
Умер 1 ноября 2006 года.

## Фильмография
- 1956 —
  - Сказка о попе и о работнике его Балде — оператор
  - Чудесный колодец — оператор
- 1957 —
  - Сказка о Снегурочке — оператор
  - Тихая пристань — оператор
- 1958 — Краса ненаглядная — оператор
- 1959 —
  - Вернулся служивый домой — оператор
  - Влюблённое облако — оператор
- 1960 —
  - Конец Чёрной топи — оператор
- 1962 —
  - Баня — оператор
  - Кто сказал «мяу»? — оператор
- 1963 —
  - Мистер Твистер — оператор
  - Светлячок № 4. Наш карандаш — оператор
  - Сказка о старом кедре — оператор
- 1964 —
  - Алёшины сказки — оператор
  - Кто поедет на выставку? — оператор
  - Страна Оркестрия — оператор
- 1965 —
  - Вот какие чудеса — оператор, режиссёр
  - Чьи в лесу шишки? — оператор, режиссёр
  - Автомобиль, любовь и горчица — оператор, режиссёр
- 1967 — Ну и Рыжик! — оператор, режиссёр
- 1968 — Осторожно, щука! — оператор, режиссёр
- 1969 —
  - Жадный Кузя — оператор, режиссёр
  - Золотой мальчик — оператор
- 1970 — Бобры идут по следу — оператор, режиссёр
- 1971 —
  - Снежные люди — режиссёр
  - Как ослик счастье искал — оператор
  - Мальчик и мячик — оператор
- 1972 —
  - Заветная мечта — режиссёр, оператор
  - Новогодняя сказка — оператор
- 1973 —
  - Митя и Микробус — режиссёр, оператор
  - Айболит и Бармалей — оператор
- 1974 —
  - Всё наоборот — режиссёр
  - Федорино горе — оператор
- 1975 —
  - Новогодний ветер — режиссёр, оператор
  - Уступите мне дорогу — режиссёр
- 1976 — Будь здоров, зелёный лес! — режиссёр
- 1977 — Самый маленький гном (Выпуск 1) — режиссёр
- 1978 — Чудеса среди бела дня — режиссёр, оператор
- 1979 —
  - Последние волшебники — режиссёр, оператор
  - С кого брать пример — режиссёр, оператор
- 1980 — Самый маленький гном (Выпуск 2) — режиссёр
- 1981 — Самый маленький гном (Выпуск 3) — режиссёр
- 1982 — Боцман и попугай (Выпуск 1) — режиссёр
- 1983 —
  - Боцман и попугай (Выпуск 2) — режиссёр
  - Самый маленький гном (Выпуск 4) — режиссёр
- 1984 — Волк и телёнок — режиссёр
- 1985 —
  - Боцман и попугай (Выпуск 3) — режиссёр
  - Боцман и попугай (Выпуск 4) — режиссёр
- 1986 — Боцман и попугай (Выпуск 5) — режиссёр
- 1987 —
  - Исчезатель — режиссёр
  - Встреча со снеговиком — режиссёр
- 1988 — Карпуша — режиссёр
- 1989 — Цель — режиссёр
- 1990 — Ёжик должен быть колючим? — режиссёр
- 1991 — На чёрный день — режиссёр
- 1992 - 1995 — Шарман, Шарман! — режиссёр
- 1993 — Муравьиный ёжик — режиссёр

## Награды
- Почётное звание «Заслуженный деятель искусств РСФСР» (8.1.1992) — за заслуги в области киноискусства[2]
- орден Отечественной войны I степени (6.4.1985)
- медаль «За боевые заслуги» (8.6.1945)
- «Чьи в лесу шишки?» — Приз I МКФ в Мамайе, Румыния, 1966;
- «Самый маленький гном» — «Серебряная премия» МКФ в Оденсе, Дания, 1979;
- «Волк и телёнок»:
  - 1-й приз «Серебряный слон» на МКФ в Бангалоре, Индия, 1985,
  - 1-й приз МФАК в Загребе, Югославия, 1986;
  - 1-й приз МКФ в Буэнос-Айресе, Аргентина, 1987[3].